# Protokol nr. 9
Protokol om om Rådets afgørelse om gennemførelse af artikel 16, stk. 4, i traktaten om Den Europæiske Union og artikel 238, stk. 2, i traktaten om Den Europæiske Unions funktionsmåde dels mellem den 1. november 2014 og den 31. marts 2017 og dels fra den 1. april 2017 er en tillægsprotokol til Traktaten om Den Europæiske Union (EU-traktaten) og Traktaten om Den Europæiske Unions Funktionsmåde (EUF-traktaten), som senest er ændret ved Lissabontraktaten. Det er tilmed den protokol, der har den længste titel.
Tillægsprotokollen, der også er kendt som "Protokol nr. 9", fastsætter de overgangsregler der skal være imellem reglen om kvalificeret flertalsafstemninger i det hidtidige traktatgrundlag og afstemningsreglerne, som de fremstår efter Lissabontraktaten.

## Ordlyd
Inden Rådet behandler et udkast, der tager sigte på at ændre eller ophæve afgørelsen eller en eller flere af dens bestemmelser eller på indirekte at ændre dens rækkevidde eller betydning i kraft af ændring af en anden EU-retsakt, har Det Europæiske Råd en foreløbig drøftelse om udkastet og træffer afgørelse ved konsensus i overensstemmelse med artikel 15, stk. 4, i traktaten om Den Europæiske Union.